# NGC 6144
NGC 6144 (другие обозначения — IC 4606, GCL 42, ESO 517-SC6) — шаровое скопление в созвездии Скорпион.
Этот объект входит в число перечисленных в оригинальной редакции «Нового общего каталога».